# Marcin Kazanoswski
Marcin Kazanoswski (en polonès Marcin Kazanowski) va ser un noble de la Confederació de Polònia i Lituània, nascut el 1563 i mort el 28 de març de 1636 a Kamienec (Ucraïna). Era castlà de Halice des de 1622 i voivoda de Podole Voivodeship des de 1632, membre de la família Kazanowski que havia fundat la ciutat de Kazanów el 1566. Era fill de Nicolau Kazanowski (1530-1569) i de Caterina Korycinska (1535-1579).
Com a militar va participar en la majora dels conflictes bèl·lics de la seva època: contra Suècia, contra Rússia, contra els turcs... El 1608 va ser nomenat capità del rei i va participar victoriosament en la batalla de Klushino. El 1620 en la batalla de Cecora va caure en captivitat, però disfressat de soldat comú va poder recuperar la llibertat pagant un petit rescat. A les ordres d'Estanislau Koniecpolski, va ser un dels oficials en la batalla de Górzno contra els suecs, el 1629. Més tard, al servei del rei Ladislau IV de Polònia, també va participar en les guerres contra l'Imperi rus.

## Matrimoni i fills
El 1600 es va casar amb Katarzyna Starzycka, filla de Joan Starzycki i de Marianna Kalinowska. Fruit d'aquest matrimoni vam néixer:
- Domènec Alexandre Kazanoswski (1605-1648), casat amb Anna Potocka (1615-1690).
- Adam Kazanowski
- Elisabet Kazanowski